# 南方问题

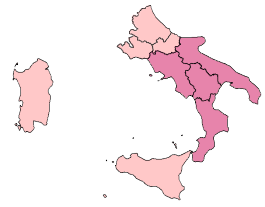
广义和狭义的意大利南方地区（梅佐乔诺地区）

義大利的南方問題（義大利語：question meridionale），亦称南意大利问题，是指南義大利與意大利其它地区相比社会经济全面落后的问题，这一术语最早可以追溯到1873年，由当时的伦巴第地区国会议员安东尼奥·比利亚提出，指的是意大利的南方地区相较于一个统一的意大利的其它地区灾难性的经济情况；自提出起，这一问题就备受学界关注，意大利的南北差距不仅仅是意大利国内的社会经济问题，还是欧盟乃至整个发达国家内部最大的区域发展失衡问题。

## 内容与表现

### 问题的定义和产生
意大利的南北划分存在不同标准，意大利中央统计局一般将意大利划分为北、中、南三部分，而意大利宪法中南方进一步被细分为岛屿南部和大陆南部两部分，在历史上南北又可以以首都罗马至佩斯卡拉的连线为界，连线以南的区域占到意大利总面积的42%和人口的37%。对于问题涵盖的内容，不同地域和学者有着不同理解，狭义上南方问题单单指产生于意大利统一以后南北的区域社会经济差距问题，而广义上则涵盖了南北方生活习俗、文化传统、自然条件乃至种族差异等因素。
这一术语则是1873年由议员安东尼奥·比利亚提出，在1875年意大利政治、历史学者帕斯夸莱·维拉里在《观点》（L'oppione）上发表一系列文章呼吁关注南方的发展状况，引起了学界的广泛关注，次年随后托斯卡纳学者松尼诺和弗朗凯蒂就发表了对西西里岛现状的调查报告，后续有更多学者加入讨论。从狭义角度看，这一现象主要出现在意大利统一前后，着重于经济领域。广义来看，这一问题的产生又不仅仅止于意大利统一的历史背景，南北方各方面的差异由来已久，不少问题有着更为悠久的历史渊源，例如南方知名的黑手党则可以追溯到中世纪。在11世纪以前，意大利南方主要为东方的拜占庭、阿拉伯所影响，是故发展远远胜于蛮族治下的北方，随后以佛罗伦萨共和国为代表的北方地区旋即进入资本主义社会，南方保持了原有的贵族-农民的社会形态，造就了工业北方、农业南方的社会经济差异，自此南北格局再无逆转，经济发展差距越发显著。

### 经济差异
| 地區         | 國內生產總值 (€ mil). | 人均國內生產總值 (€). | 人均國內生產總值 與歐盟平均值相比 |
| ------------ | --------------------- | --------------------- | --------------------------------- |
| 義大利西北部 | 511,484               | 31,700                | 124%                              |
| 義大利東北部 | 364,560               | 31,200                | 122%                              |
| 義大利中部   | 340,669               | 28,400                | 111%                              |
| 義大利南部   | 243,895               | 17,200                | 67%                               |
| 島嶼義大利   | 117,031               | 17,400                | 68%                               |

南北的差异首先体现在经济发展上。北意大利地理面积约占全国的40%，集中了全国约46％的人口，GDP占全国的59.4％，中意大利地理面积仅占全国19.2%，人口约占20%，经济总量约占全国22%，人均GDP略高于全国平均水平；而南意大利全国面积的40.8%，人口约占34.1%，2018年GDP实际增长率仅为0.4%，低于全国0.9%的水平，人均GDP约为18900欧元，仅为全国人均GDP的63%。
早在意大利统一时南北的差异就已经极为显著，根据温琴佐·罗西在1861年制定的国民收入分配表，意大利北方的工业发达地区，例如利古里亚、伦巴第、威尼托三个大区，人口仅仅占全国总人口的1/3强，然而国民收入却达到了全国的3/4，二三产业更是占到全国的5/6，南北差异就极为殊异。由于南方缺乏矿产及基础设施，对于南方的投资少之又少，因而南北差异越发显著。
至二战时期，墨索里尼政府为保障战争供给在北方强制工业化，而南方在战争中更是沦为了主战场，而到了战后意大利政府几乎将马歇尔计划的全部资金投入在北方；1938年到1952年间，南方人均收入降低10%，而北方同比增加了22%，差距在二战前后进一步加大。同时北方的繁荣和南方的落后，驱使人们背井离乡前往北方，加剧了南方的萧条，南方也因此成为了犯罪和暴力的摇篮，黑手党势力猖獗一时。

### 社会政治

意大利黑手党渗透意大利各地区的程度（2008年调查结果）

自统一以来，南方地区的社会相对北方长期处于不安定状态。新生的意大利王国政府与地方权贵的合作忽视了广大的农民阶级，对于农民而言新政府即代表更高的税收，而意大利政府与天主教会的对立并没收教会土地，导致了地方原有的救济机构破灭，种种原因之下南方开始频繁出现匪乱，民匪组织劫富济贫并受到了教会的支持，吸引大量农民加入，在刚刚统一的1860-1866年间，意大利政府不得不调集全国2/5的军队清剿土匪，其伤亡人数甚至高于整个统一战争的伤亡总数。南方的叛乱也改变了北方对于南方的观感，北方越发反感南方并认为南方人民低人一等乃至于称之暴民，而中央政府为控制暴乱越发加强中央集权引发地方反感，引发了地方的分裂主义运动兴起。
南北方的社会认同也在发生着微妙的变化，对于南方人的歧视一直普遍存在。在加富尔第一次到达南方时，他就惊叹道：“这不是意大利，这是非洲！”一直以来，北方的统治者一直以一种解放的心态对待南方，却对南方一无所知，但当南方的人民开始反抗时，立刻转为文明对待野蛮的鄙夷心态，希望“文明化”原始的南方。时至今日，不少意大利人仍旧抱着看待第三世界的心态对待南方。而随着种族主义在欧洲的兴起，许多意大利人开始将种族因素认定为南方问题的症结所在。例如1876年的意大利犯罪学家隆布罗索就将意大利人分为北部的日耳曼人、中部的拉丁人和南部的希腊、阿拉伯人，并统计出不同的犯罪数据，认为南方的人种具有先天遗传的犯罪倾向，而这恰恰是导致南方问题的真正原因；而同时期的检察官费利则称南方的“黑人”种族低劣，因而更容易犯罪——这些学者的说法至今仍有影响。
而在90年代意大利天主教民主党的政治危机曝光了其与南方黑手党势力之间的权力勾结与腐败，许多人将南方视为国家邪恶之源泉，南方问题随着民粹政治的兴起重回大众视野，1991年成立并活跃至今的北方联盟党就反对南方人和外来移民，是意大利右翼民粹的代表势力。记者Corrado Stajano在1990年一篇报道中指出意大利仍旧难以克服南方发展的巨大问题，并暗示意大利政府是通过输送资金收买南方的犯罪组织来控制南方；这些说法也受到了北方民粹势力的支持。:112-114

## 根源

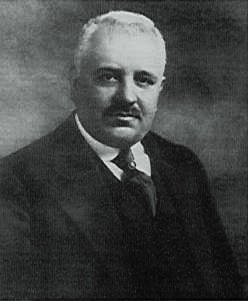
意大利前总理尼蒂是南方问题的重要研究者之一

地理上，南方地区相对于北方远离欧洲大陆市场，且自然资源匮乏，平原仅仅占到全部土地的13%，不论自然资源还是地理区位上都不及北方优越。:97
历史上，南方长期由外国君主统治，保存了贵族的封建制度，保守势力极为强大。统一初期，由于天主教会抵制新生的意大利，禁止天主教徒参加选举，意大利大多数人口都被排除在政治之外，而宗教氛围浓重的南方选举人口远远低于北方，形成了意大利统治阶级主要来自于北方的局面。长期以来，南方社会为把持庄园经济的封建贵族和教会所垄断，人民缺乏对于国家的认同意识，因而南方也成为了意大利分裂势力的大本营。统一以来，南方地区长期处于不稳定状态，在统一初期时期暴乱频发，而二战中作为战争的主战场，战后又成为欧洲左翼势力的大本营，客观上造成了南方的教育水准较低，众多投资者远离南方市场。
同时在政治上，统一后意大利王国政府害怕国家因为地区差异而解体，是故专门任命皮埃蒙特人为主的北方人为地方首长，地方首长为取得地方支持往往就选择和当地贵族、地主合作，打击异己并扶植自身势力，地方的地主豪强也借由中央的权威稳定其在地方的地位，因而两者形成了一种稳定的侍从关系，在此之下的广大人民则受到地主与中央官员的双重压迫。而在议会政治中，意大利各级机构中，当权者通过向反对派或南方精英输送利益，以换取他们在政治上的支持，形成一种所谓的“交换主义”的政治关系，而政府输送给地方的利益往往会成为精英的独利，广大农民和无产阶级都在这一过程中被忽视，因此南方的政治制度长期存在着系统性的失灵。
出生南方的意大利经济学家、政治家、前总理弗朗西斯科·萨维里奥·尼蒂（Froncesco Nitti，1868-1953）就强调南北差异根源在意大利统一后的政策，认为在1860年统一以前意大利半岛各地区的工业发展并无显著差异，大部分地区都属于农业地区:2。尼蒂在担任总理以前长期批评历届中央政府的政策，将其视作南北方差距的根源，认为意大利王国的早期政府因为出自北方所以更注重北方的发展，仅仅将南方视为自己的“政治封地”，才导致了南方的现状。尼蒂在其研究中揭示了意大利王国在南北方税收制度上的不平等，南方大城市的税负压力远远大于北方，同时也指责南方的权贵阶层在此问题上的碌碌无为和缺乏诚实。在他笔下，意大利王国的财政在统一前夕濒临破产，只能依靠“将皮埃蒙特人的财政结合（被统一的）其它国家的财政”来维系:30。在他之后的共产主义者葛兰西更是直斥北方资产阶级像对待殖民地一般剥削南方劳动人民。
而英国历史学家丹尼斯·马克·史密斯（Denis Mack Smith）在《意大利史》中强调南北方的差距根源于皮埃蒙特王国在统一之前的工业化举措。早在1850年代，也就是意大利统一前10年，以加富尔为首的自由主义精英就引领皮埃蒙特走向工业化道路，从而带领国家达到当时的欧洲列强同等水平。1837年，皮埃蒙特以拿破仑民法典为基础制定本国法典，后来这一法典随着王国扩展至全国，为商业技术发展提供法律支持，并大大加强了王国的中央集权。皮埃蒙特还通过向海外派遣留学生学习到了先进的科学技术，从而促进了本国的军工和基础设施建设。至1859年统一前夕，皮埃蒙蒂一国所建设的铁路里程就占到了意大利半岛的1/2，早在1860年代铁路运输范围就能够远及巴黎。相比之下，南方的两西西里王国正处于波旁王朝统治下，依旧维系着传统的封建农业社会，贵族地主无意发展工业，工业往往仅仅服务于王室，而农民的处境十分凄惨，缺乏饮用水，受到疾病困扰，更不用说识字和工作了，其平均收入也只有北方农民的一半。

## 应对与现状
意大利南方经济发展水平长年落后于北部，意大利政府为吸引资金投向南方，制定了许多优惠政策。从50年代开始，意大利政府对南方开展了有计划的大规模开发与扶持，取得了一定成效。但由于社会环境秩序的治理不力、黑社会组织未完全根除、高等教育不够普及等因素，社会安全问题、劳动力素质偏低成为制约南方开发的瓶颈之一。
1950年意大利政府出台了646号法令，开始试图振兴南方。1950-1960年，意大利中央政府10年间每年投入1000亿里拉，成立南方发展基金，该项基金在1952年增加到每年1250亿，其中60%投入农业，剩余的用于基础设施建设，这一举措改革了南方一直以来的土地制度，并改善了当地的基础设施状况。1958-1975年间，意大利政府开始鼓励企业向重工业转移，制定了一些优惠政策支持南方地区的工业发展，在政府的扶植下南方初步实现了工业化，建立了较为完善的工业体系。1975-1984年间，政府加强了南方地区中小企业的扶植。1985年至今，政府开始鼓励南方企业进行技术创新，加大了扫黑除恶的力度，着力营造良好稳定的社会氛围。在一系列举措下，客观上南方发展速度一度超越北方，快步进入了工业社会，但是南北的绝对差距仍旧相当明显。
近年来，意大利南北差距又加大趋势。以2016年数据为例，最富有的西北部地区和最贫穷南部地区收入差距达到了7310欧元，而西北部地区人均收入增长了220欧元，而南部仅仅增长167欧元，在全国垫底。

### 梅佐乔诺陷阱
这一术语来自于中国学者蔡昉对于意大利政府扶植南方政策的批评，梅佐乔诺即指意大利的南方地区，他认为南北方差距的持续存在恰恰来自于政府对于南方的过多的政策性关照，在政府推动下一定时间内南方的经济发展得到了长足发展，但在政府停止支持后，经济又迅速回归以往的颓势，本质上南方虽然获得了发展所需的物资资源，但由于其人才素质和社会体制没有根本改变，因而难以保证其发展可持续性，南北差距始终难以抹平；他将这一理论应用于中国中西部的经济中，表达了对中西部转型的担忧。